# Giao hưởng

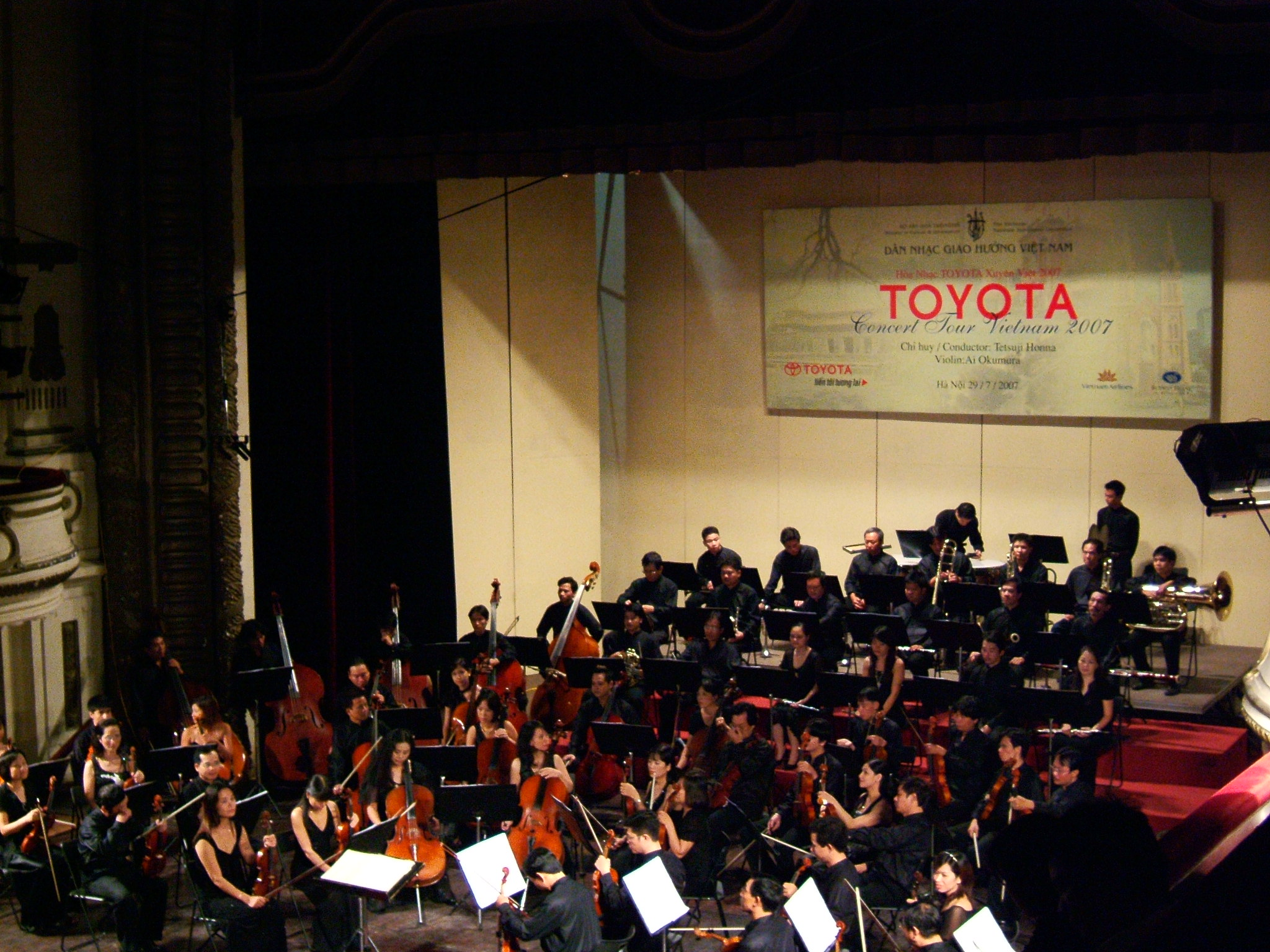
Dàn nhạc giao hưởng Việt Nam trong buổi hòa nhạc tổ chức tại Nhà hát Lớn Hà Nội

Giao hưởng là các tác phẩm lớn trong nền âm nhạc cổ điển phương Tây, thường được viết cho dàn nhạc giao hưởng. Thuật ngữ "giao hưởng" bắt nguồn từ tận thời Hy Lạp cổ đại và từng mang nhiều nét nghĩa khác nhau. Đến cuối thế kỷ 18, "giao hưởng" mới được hiểu như ta biết ngày nay: một tác phẩm thường có nhiều chương (hay phần) riêng biệt, phổ biến là bốn, với chương đầu tiên được viết ở dạng sonata. Một dàn nhạc chơi giao hưởng thường gồm có bộ dây (violin, viola, cello và contrabass), bộ đồng, bộ gỗ (hay khí gỗ), và bộ gõ với khoảng 30 nhạc công. Bản giao hưởng thường được ghi ở dạng tổng phổ, tức là bản nhạc với tất cả các phần của tất cả nhạc cụ. Các nhạc công chơi trong dàn nhạc thì chỉ cần bản nhạc cho phần nhạc cụ của riêng họ. Một số ít bản giao hưởng cũng chứa cả phần thanh nhạc (phần lời hát) bên cạnh phần khí nhạc (phần của nhạc cụ), ví dụ như bản giao hưởng số 9 của Beethoven.

## Nguồn gốc

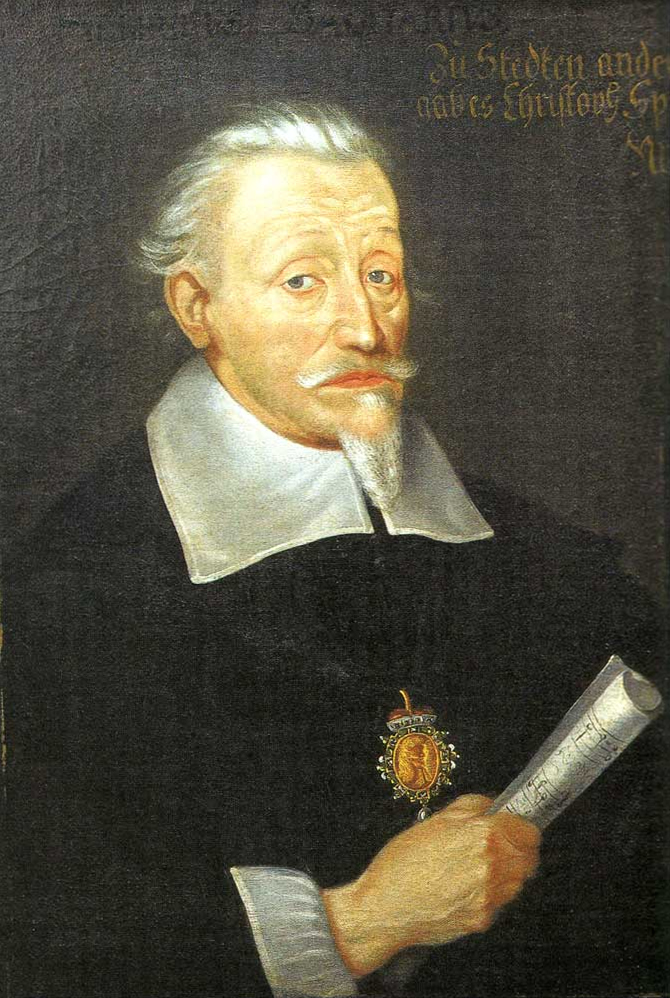
Heinrich Schütz, một nhà soạn nhạc quan trọng của Đức, tác giả của Symphoniae sacrae

## Thế kỷ 18

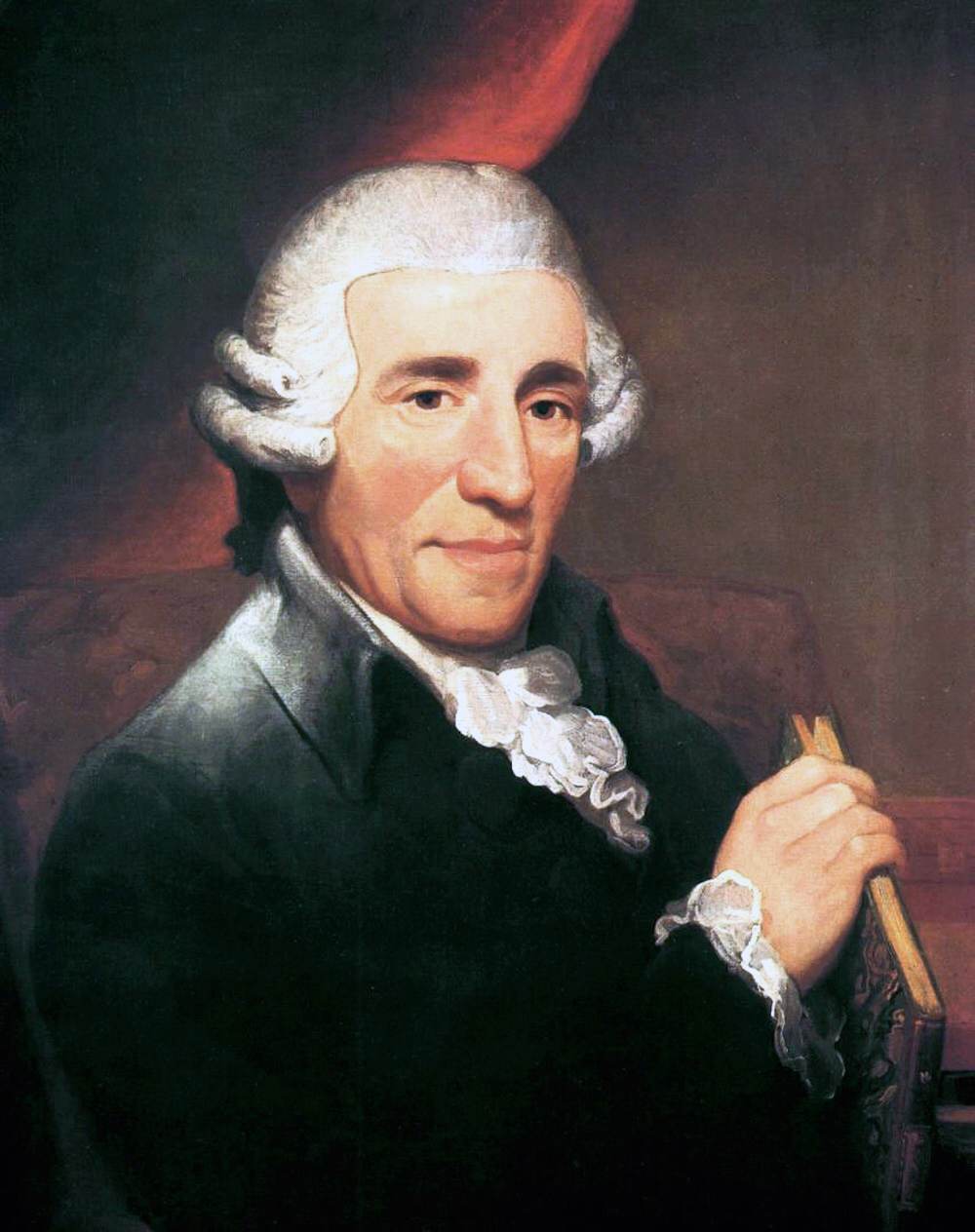
Joseph Haydn, người được mệnh danh là "cha đẻ của Giao hưởng"

## Thế kỷ 19

Một số nhà soạn nhạc giao hưởng nổi tiếng trong thế kỷ 19
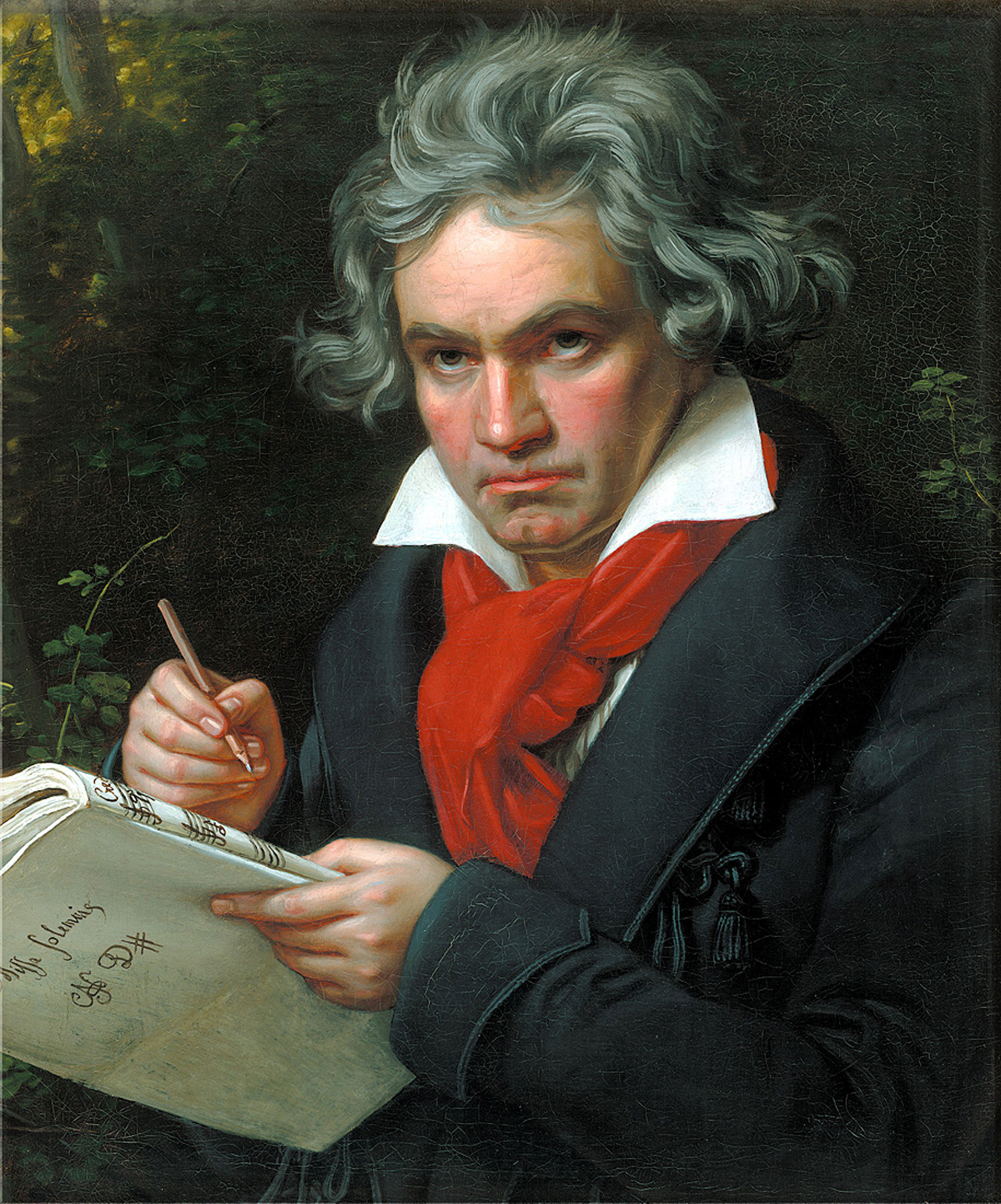
Ludwig Beethoven
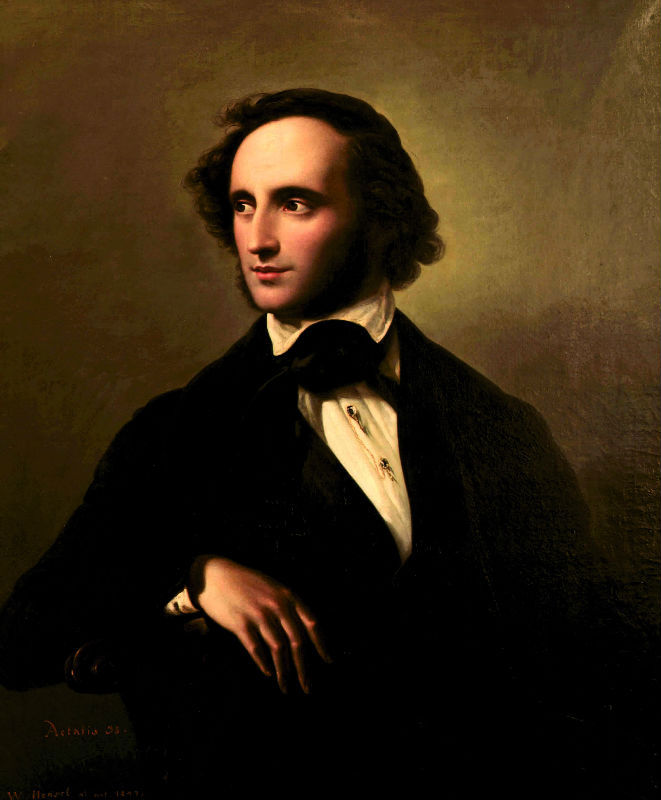
Felix Mendelssohn
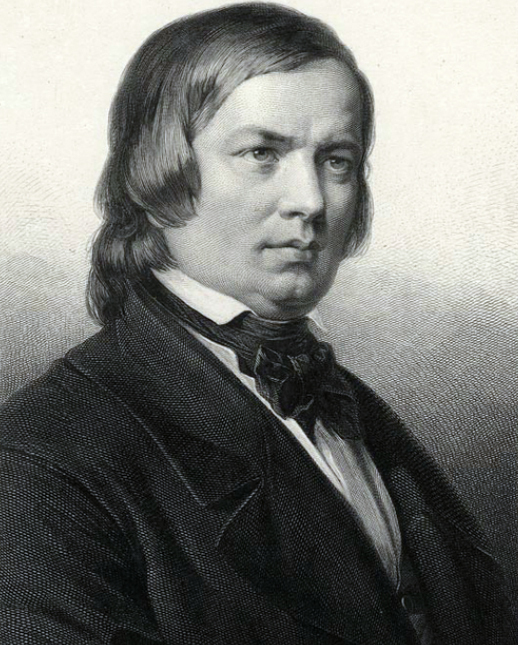
Robert Schumann
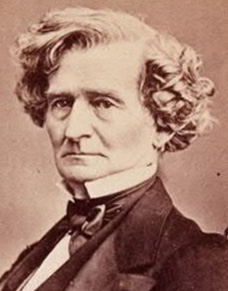
Hector Berlioz
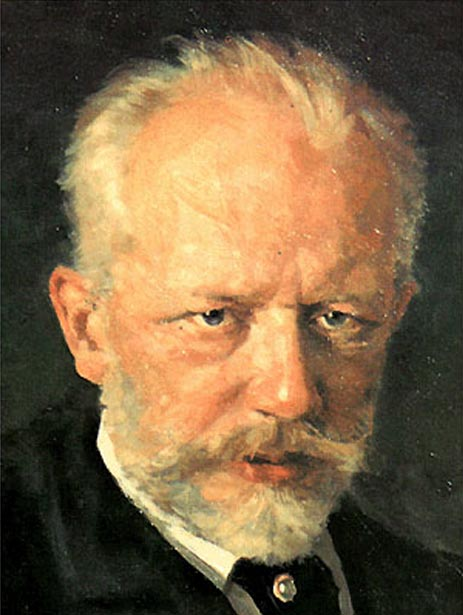
Pyotr Tchaikovsky
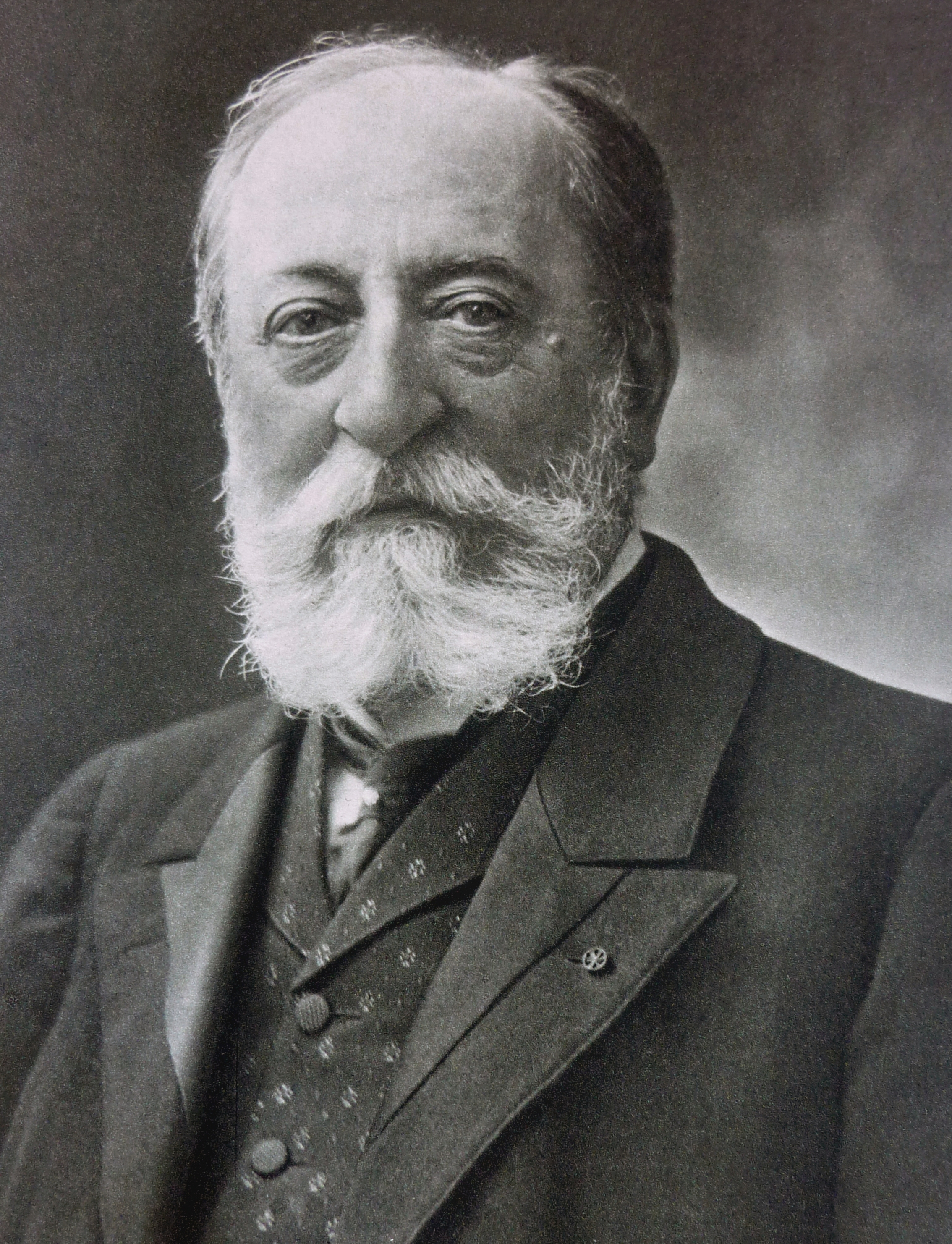
Saint-Saens

## Thế kỷ 20

Một số nhà soạn nhạc giao hưởng nổi tiếng trong thế kỷ 20
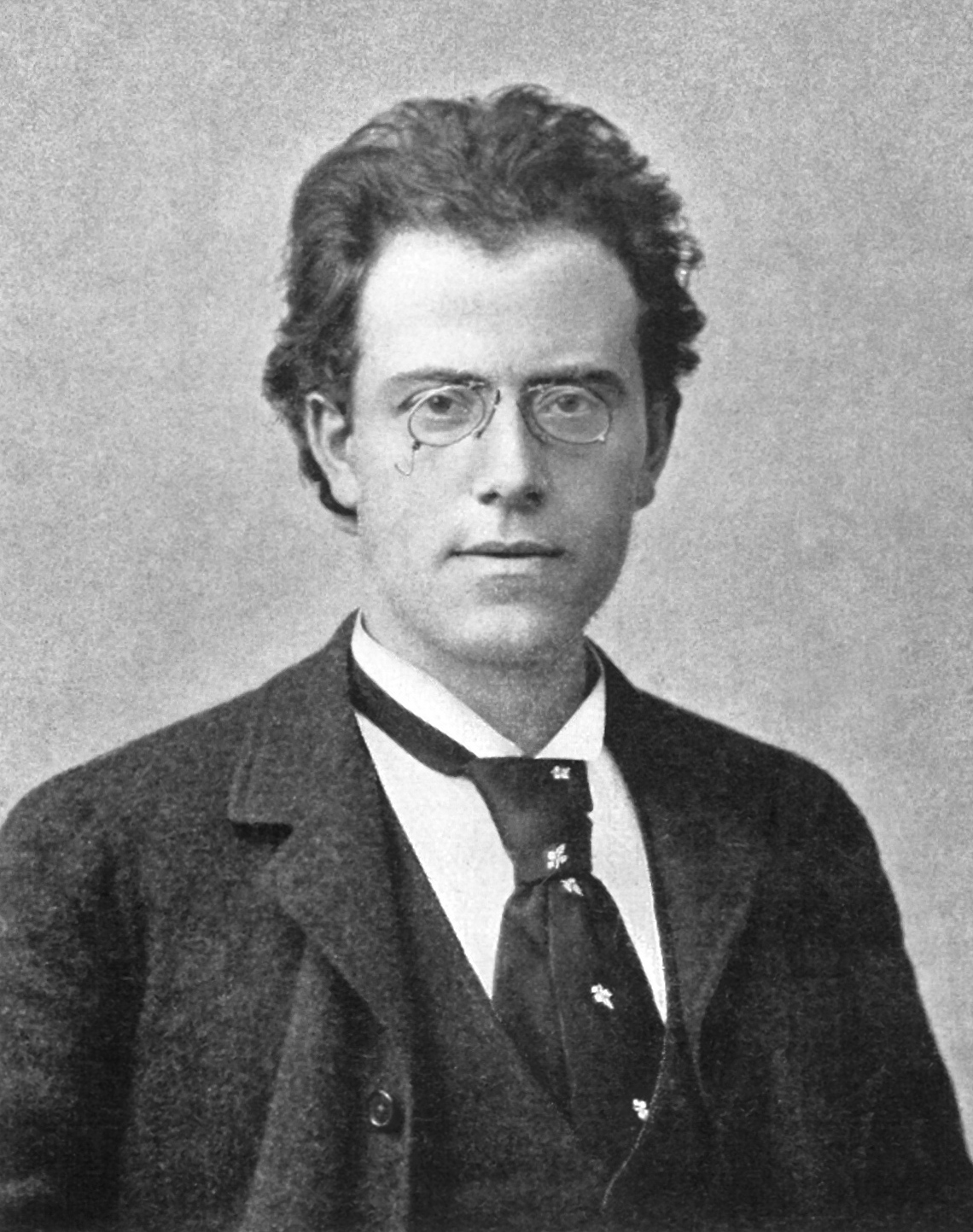
Gustav Mahler
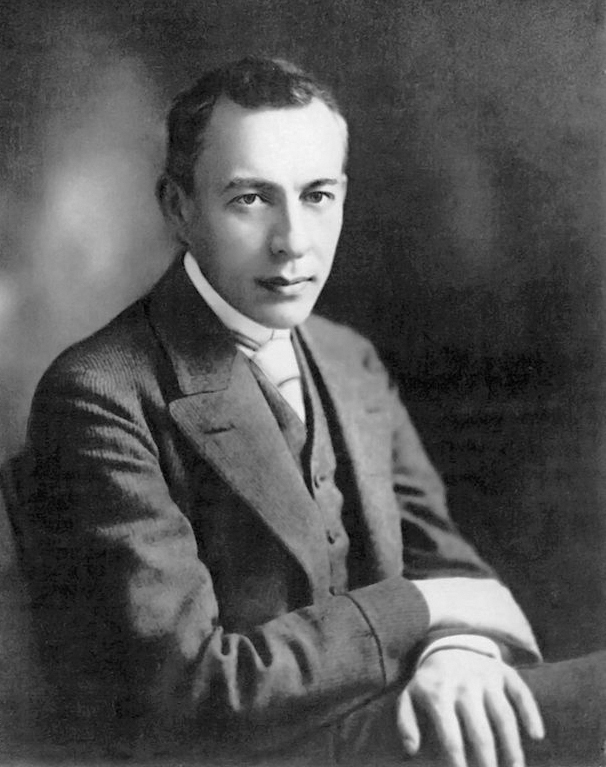
Sergei Rachmaninov
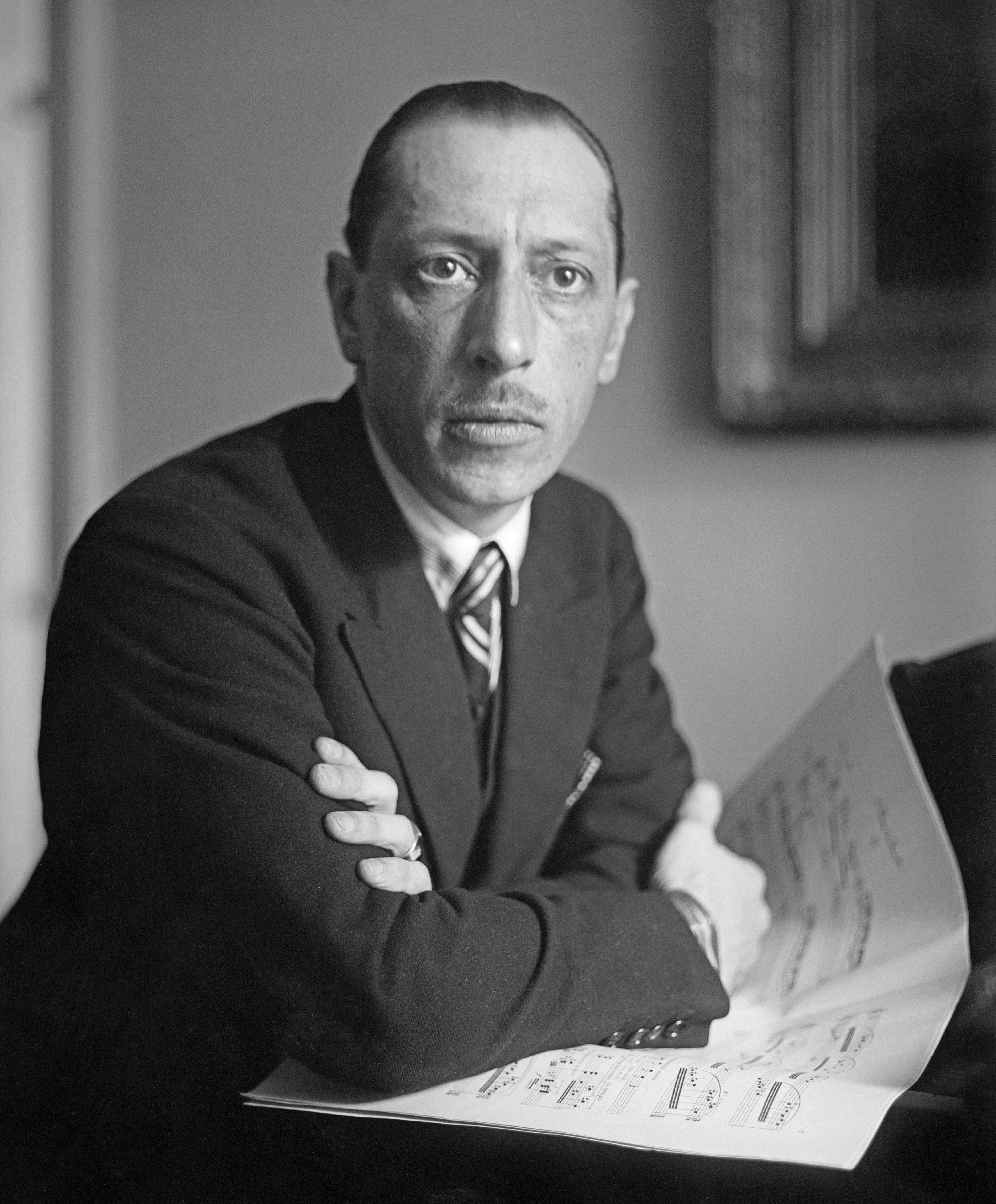
Igor Stravinsky
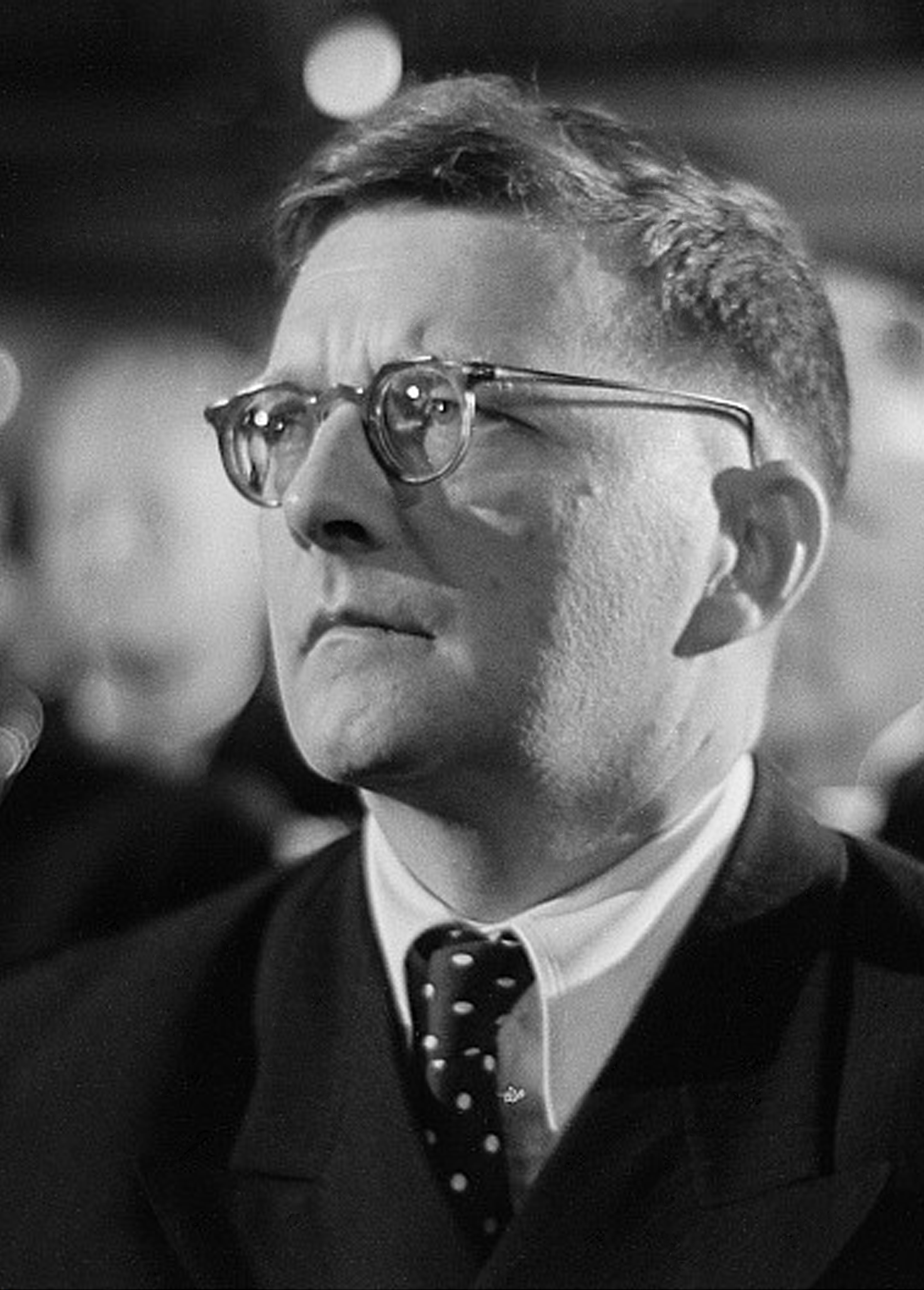
Dmitri Shostakovich
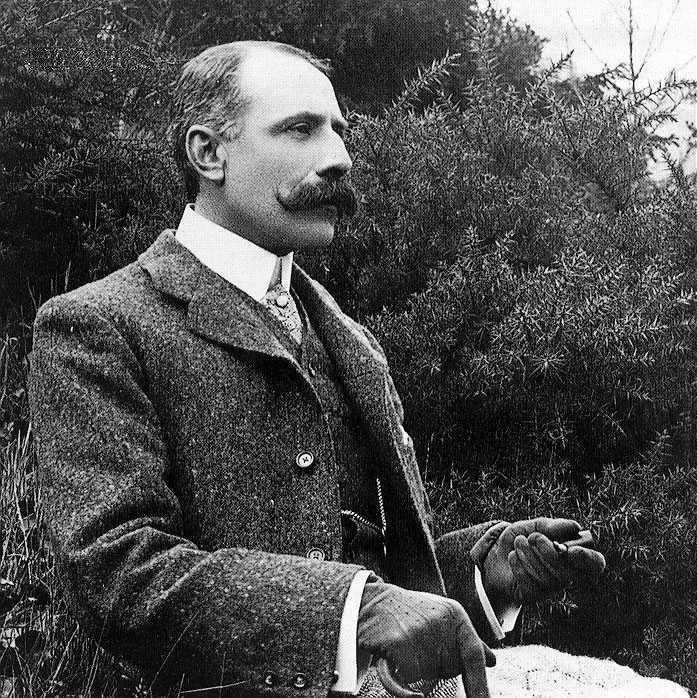
Edward Elgar
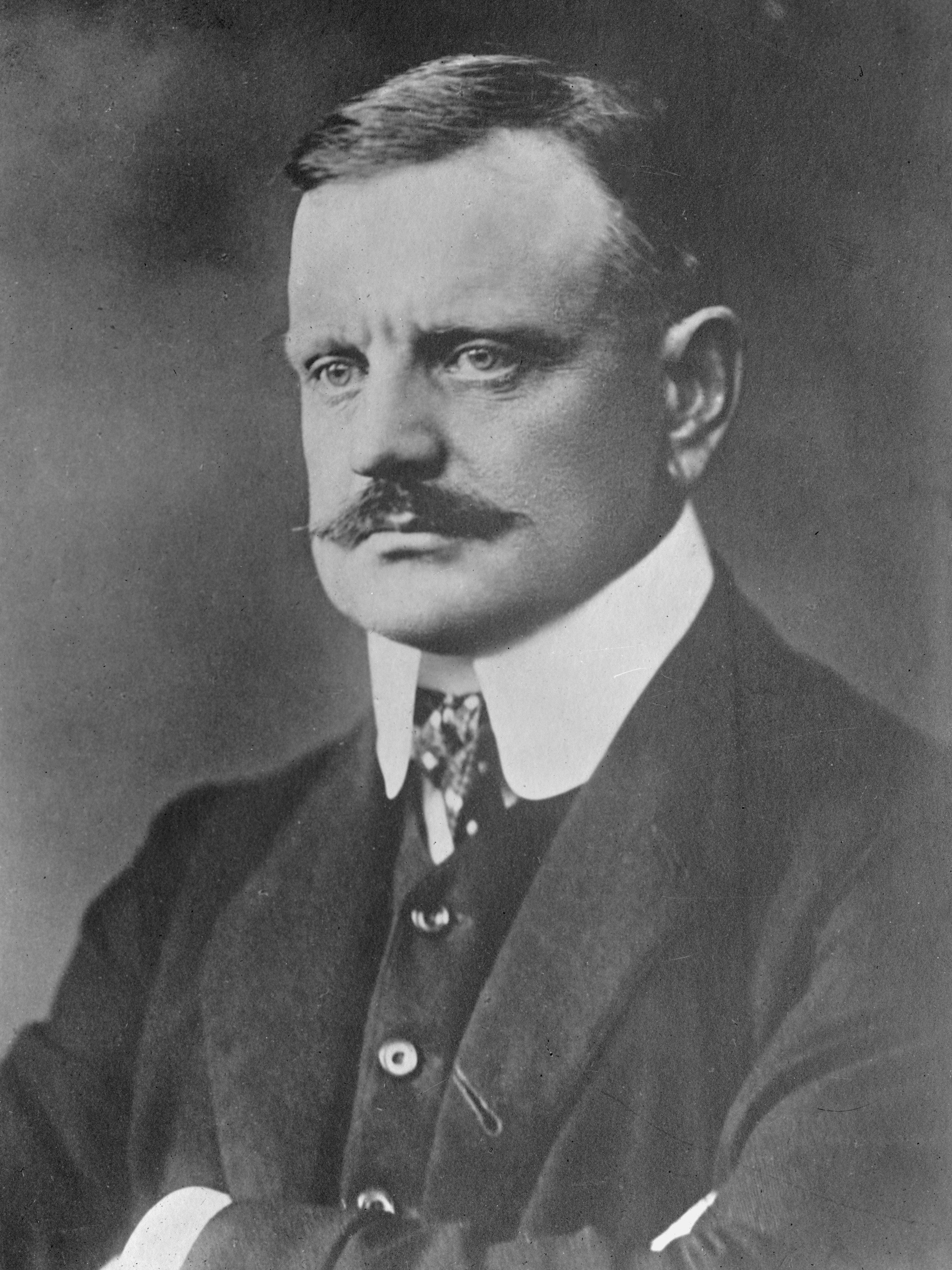
Jean Sibelius